# Mistrovství světa v ledním hokeji 1965
32. mistrovství světa  a 43. mistrovství Evropy v ledním hokeji probíhalo ve dnech 4. – 14. března 1965 ve finských městech Tampere (Tampereen jäähalli), Pori, Rauma a Turku.
Turnaje se zúčastnilo 15 mužstev, rozdělených podle výkonnosti do dvou skupin. V obou skupinách se hrálo systémem každý s každým.
Překvapením turnaje byla rekordní vítězství omlazeného čs. mužstva (7 nováčků) nad zámořskými celky. Nejprve porazili Američany 12:0 a o pět dní později Kanadu 8:0

## Výsledky a tabulky
| 32. | Mistrovství světa | URS  | TCH  | SWE  | CAN | GDR | USA  | FIN | NOR  | V | R | P | Skóre | B  |
| 1.  | SSSR              | ***  | 3:1  | 5:3  | 4:1 | 8:0 | 9:2  | 8:4 | 14:2 | 7 | 0 | 0 | 51:13 | 14 |
| 2.  | ČSSR              | 1:3  | ***  | 3:2  | 8:0 | 5:1 | 12:0 | 5:2 | 9:2  | 6 | 0 | 1 | 43:10 | 12 |
| 3.  | Švédsko           | 3:5  | 2:3  | ***  | 6:4 | 5:1 | 5:2  | 2:2 | 10:0 | 4 | 1 | 2 | 33:17 | 9  |
| 4.  | Kanada            | 1:4  | 0:8  | 4:6  | *** | 8:1 | 5:2  | 4:0 | 6:0  | 4 | 0 | 3 | 28:21 | 8  |
| 5.  | NDR               | 0:8  | 1:5  | 1:5  | 1:8 | *** | 7:4  | 3:2 | 5:1  | 3 | 0 | 4 | 18:33 | 6  |
| 6.  | USA               | 2:9  | 0:12 | 3:8  | 2:5 | 4:7 | ***  | 4:0 | 8:6  | 2 | 0 | 5 | 22:44 | 4  |
| 7.  | Finsko            | 4:8  | 2:5  | 2:2  | 0:4 | 2:3 | 0:4  | *** | 4:1  | 1 | 1 | 5 | 14:27 | 3  |
| 8.  | Norsko            | 2:14 | 2:9  | 0:10 | 0:6 | 1:5 | 6:8  | 1:4 | ***  | 0 | 0 | 7 | 12:56 | 0  |

| 43. | Mistrovství Evropy |
| 1.  | SSSR               |
| 2.  | ČSSR               |
| 3.  | Švédsko            |
| 4.  | NDR                |
| 5.  | Finsko             |
| 6.  | Norsko             |

- Titul mistra Evropy do 1970 získalo evr. mužstvo, které se umístilo nejlépe v konečné tabulce MS.

 Československo -  NDR 	5:1 (1:0, 2:1, 2:0)
4. března 1965 (15:00) - Tampere

Branky a nahrávky Československa: 16:38 Jozef Čapla (Jozef Golonka), 31:47 Jan Klapáč (Jozef Golonka), 33:37 Stanislav Prýl (Josef Černý, Jozef Čapla), 49:10 Jozef Čapla (Zdeněk Kepák), 58:37 Jaroslav Jiřík (Jan Suchý).

Branky a nahrávky NDR: 29:32 Bernd Hiller (Joachim Ziesche).

Rozhodčí: Gennaro Olivieri (SUI), Hans-Rudolf Braun (SUI)

Vyloučení: 1:2 (1:0)

Využití přesilovek: 1:0

Diváků: 6 238
ČSSR: Vladimír Dzurilla – Rudolf Potsch, František Tikal, Jozef Čapla, Jan Suchý – Stanislav Prýl, Václav Nedomanský, Josef Černý – František Ševčík, Zdeněk Kepák, Jaroslav Jiřík – Jan Klapáč, Jozef Golonka, Jiří Holík.
NDR: Peter Kolbe – Heinz Schildan, Wolfgang Plotka, Ulrich Noack, Wilfried Sock – Rainer Tudyka, Manfred Buder, (Dieter Kratzsch), Erich Novy – Bernd Karrenbauer, Joachim Ziesche, Bernd Hiller – Helmut Novy, Rüdiger Noack, Bernd Poinl.
 Švédsko -  USA 	5:2 (2:1, 2:0, 1:1)
4. března 1965 (18:30) - Tampere

Branky Švédska: 13:43 Roland Stoltz, 19:00 Tord Lundström, 25:47 Gert Blomé, 38:35 Ronald Pettersson, 59:46 Nisse Nilsson.

Branky USA: 14:04 Tom Roe, 51:45 Paul Coppo.

Rozhodčí: Quido Adamec, Jaroslav Pokorný (TCH)

Vyloučení: 6:8

Využití přesilovek: 2:0

Diváků: 4 515
Švédsko: Svensson – Stoltz, Svedberg, Blomé, Nils Johansson – Pettersson, Nilsson, Lundström – Öhrlund, Sven Tumba Johansson, Sivertsson – Määttä, Andersson, Öberg.
USA: Haugh – Nielsen, Johnson, Alm, Lund – Brooks, Bill Christian, Roger Christian – Taylor, Coppo, Roe – M. Grafström, Smith, Storsteen.
 SSSR -  Finsko	8:4 (3:0, 1:2, 4:2)
4. března 1965 (21:30) - Tampere

Branky SSSR: 4:58 Alexandr Almetov, 7:17 Anatolij Jonov, 10:50 Boris Majorov, 37:25 Viktor Jakušev, 40:40 Viktor Jakušev, 46:04 Eduard Ivanov, 51:40 Venjamin Alexandrov, 58:30 Leonid Volkov.

Branky Finska: 33:40 Lalli Partinen, 38:02 Jarmo Wasama, 53:10 Lasse Oksanen, 56:30 Kalevi Numminen.

Rozhodčí: Borje Johannesen (NOR), Hal Trumble (USA)

Vyloučení: 5:3

Využití přesilovek: 2:2

Diváků: 4 407
SSSR: Konovalenko – Kuzkin, Ivanov, Ragulin, Davydov, Brežněv – Loktěv, Almetov, Alexandrov – Jonov, Staršinov, B. Majorov – L. Volkov, Jakušev, Firsov.
Finsko: Lahtinen – Wasama, Mesikämmen, Numminen, Partinen – Keinonen, Kilpio, Honkanen – Oksanen, Wahlsten, Hakanen – Reunamäki, Pulli, Nikkilä.
 SSSR -  Norsko	14:2 (5:0, 4:1, 5:1)
5. března 1965 (15:00) - Tampere

Branky SSSR: 8:25 Jurij Volkov, 8:45 Konstantin Loktěv, 10:42 Boris Majorov, 12:40 Leonid Volkov, 15:18 Anatolij Jonov, 20:57 Boris Majorov, 22:15 Konstantin Loktěv, 28:10 Alexandr Almetov, 28:38 Vjačeslav Staršinov, 43:31 Vjačeslav Staršinov, 46:24 Alexandr Almetov, 47:59 Vjačeslav Staršinov, 53:15 Viktor Jakušev, 55:22 Alexandr Almetov.

Branky Norska: 24:35 Terje Thoen, 48:31 Jan Hansen.

Rozhodčí: Ove Dahlberg (SWE), Quido Adamec (TCH)

Vyloučení: 3:5 (4:0)

Využití přesilovek: 4:0

Diváků: 2 936
SSSR: Zinger – Kuzkin, Ivanov, Davydov, Ragulin, Brežněv - Loktěv, Almetov, Alexandrov – Jonov, Staršinov, B. Majorov – J. Volkov, L. Volkov, Jakušev.
Norsko: Nilsen – Bjerklund, Syversen, Martinsen, Thoresen – Hansen, Petersen, Smefjell – Thoen, Elvenes, Johansen – Mikkelsen, Hågensen, Bjølbakk – Søbye.
 Švédsko -  NDR 	5:1 (2:1, 1:0, 2:0)
5. března 1965 (18:30) - Tampere

Branky Švédska: 11:56 Lennart Svedberg, 12:05 Uno Öhrlund, 37:41 Eilert Määttä, 55:06 Tord Lundström, 56:52 Sven Tumba Johansson.

Branky NDR: 3:55 Wolfgang Plotka.

Rozhodčí: Andrej Starovojtov (URS), Boris Cebulj (YUG)

Vyloučení: 2:1 (0:0)

Využití přesilovek: 0:0

Diváků: 2 533
Švédsko: K. Svensson – Stoltz, Nordlander, Blomе, Svedberg – Pettersson, Nilsson, Lundström – Määttä, Andersson, Öberg – Sivertsson, Sven Tumba Johansson, Öhrlund.
NDR: Kolbe – Buder, Sock, Schildan, Plotka – Erich Novy, Franke, Tudyka – Hiller, Ziesche, Kratzsch – Helmut Novy, Poindl, Noack.
 Kanada -  Finsko	4:0 (1:0, 1:0, 2:0)
5. března 1965 (21:30) - Tampere

Branky Kanady: 19:45 Gary Dineen, 39:30 Brian Conacher, 43:06 Gary Aldcorn, 49:30 Gary Dineen.

Rozhodčí: Anatolij Seglin (URS), Olle Viking (SWE)

Vyloučení: 3:2

Využití přesilovek: 0:0

Diváků: 3 631
Kanada: Broderick – Begg, O‘Malley, B. MacKenzie, Conlin, B. Johnson – Forhan, Dineen, Aldcorn – Dunsmore, Boubonais, Conacher – Marshall Johnson, Abbot, J. MacKenzie.
Finsko: Ylönen – Wasama, Mesikämmen, Numminen, Partinen – Rautalin, Kilpiö, Keinonen – Oksanen, Wahlsten, Hakanen – Reunamäki, Pulli, Nikkilä – Honkanen.
 Kanada -  Norsko	6:0 (3:0, 1:0, 2:0)
6. března 1965 (15:00) - Tampere

Branky Kanady: 11:05 Terry O'Malley, 17:30 Bob Forhan, 19:10 Reginald Abbot, 33:02 Bob Forhan, 48:34 Gary Aldcorn, 52:29 Barry McKenzie.

Rozhodčí: Fritz Gross (GDR), Jan Wycisk (POL)

Vyloučení: 4:3

Využití přesilovek: 1:0

Diváků: 3 656
Kanada: Broderick – Begg, Conlin, Barry McKenzie, O’Malley, W. Johnson – Forhan, Dineen, Aldcorn – Moore, Bourbonnais, Conacher – Marshall Johnson, Abbott, Jim McKenzie.
Norsko: Østensen – Bjerklund, Syversen, Martinsen, Thoresen – Smefjell, Hågensen, Mikkelsen – Johansen, Elvenes, Thoen – Søbye, Petersen, Hansen – Hammer.
 Československo -  USA 	12:0 (2:0, 4:0, 6:0)
6. března 1965 (18:30) - Tampere

Branky a nahrávky Československa: 12:11 Jan Klapáč (Jiří Holík), 16:49 Václav Nedomanský (František Tikal), 21:50 Jozef Golonka, 33:46 Jan Klapáč, 35:27 Jozef Golonka (František Ševčík), 39:14 Jaroslav Jiřík, 46:11 Josef Černý (Jozef Čapla), 47:22 Jaroslav Jiřík (Jozef Golonka), 49:28 Stanislav Prýl (Václav Nedomanský), 58:15 Jan Klapáč (Jaroslav Holík), 58:30 Josef Černý (Jaromír Meixner), 59:16 Jaroslav Jiřík (Jozef Golonka).

Rozhodčí: Olle Viking (SWE), Ove Dahlberg (SWE)

Vyloučení: 0:4

Využití přesilovek: 1:0

Diváků: 6 266
ČSSR: Vladimír Nadrchal – Jaromír Meixner, František Tikal, Jozef Čapla, Jan Suchý – Stanislav Prýl, Václav Nedomanský, Josef Černý – Jan Klapáč, Jaroslav Holík, Jiří Holík – František Ševčík, Jozef Golonka, Jaroslav Jiřík.
USA: Tom Haugh – Bernard Nielsen, Larry Johnson, Larry Alm, Bob Lund – Herb Brooks, Bill Christian, Roger Christian – Tim Taylor, Paul Coppo, Tom Roe – John Marsh, Larry Smith, Dan Storsteen.
 SSSR -  NDR 	8:0 (4:0, 1:0, 3:0)
7. března 1965 (18:30) - Tampere

Branky SSSR: 0:57 Eduard Ivanov, 3:41 Anatolij Firsov, 13:04 Leonid Volkov, 14:17 Anatolij Firsov, 34:01 Vjačeslav Staršinov, 49:45 Anatolij Firsov, 50:06 Konstantin Loktěv, 51:21 Alexandr Almetov.

Rozhodčí: Gennaro Olivieri (SUI), Pentti Isotalo (FIN)

Vyloučení: 5:2 z toho Vjačeslav Staršinov na 10 minut.

Využití přesilovek: 1:0

Diváků: 6 589
SSSR: Konovalenko – Kuzkin, Davydov, Ragulin, Ivanov, Brežněv – Loktěv, Alexandrov, Almetov – Jonov, Staršinov, B. Majorov – L. Volkov, Jakušev, Firsov.
NDR: Hirche – Schildan, Sock, Plotka, Buder – Karrenbauer, Ziesche, Hiller – Rüdiger Noack, Poindl, Helmut Novy – Erich Novy, Franke, Tudyka – Kratzsch.
 Finsko -  Švédsko	2:2 (1:0, 0:1, 1:1)
7. března 1965 (21:30) - Tampere

Branky Finska: 16:36 Matti Keinonen, 42:33 Matti Keinonen.

Branky Švédska: 22:52 Håkan Wickberg, 51:16 Tord Lundström.

Rozhodčí: Jaroslav Pokorný (TCH), Anatolij Seglin (URS)

Vyloučení: 1:1

Využití přesilovek: 1:0

Diváků: 9 626
Finsko: Lahtinen – Mesikämmen, Wasama, Numminen, Partinen, Lindgren – Honkanen, Kilpiö, Keinonen – Oksanen, Wahlsten, Hakanen – Reunamäki, Pulli, Nikkilä.
Švédsko: Svensson – Stoltz, Nordlander, Blomé, Svedberg – Pettersson, Nilsson, Lundström – Määttä, Wickberg, Öberg – Sivertsson, Sven Tumba Johansson, Öhrlund.
 Československo -  Norsko	9:2 (4:2, 4:0, 1:0)
8. března 1965 (18:30) - Tampere

Branky a nahrávky Československa: 9:47 Jozef Golonka, 10:18 František Ševčík (Jaroslav Jiřík), 17:31 Stanislav Prýl (Jozef Golonka, Josef Černý), 18:27 Jaroslav Jiřík (Zdeněk Kepák, Jaromír Meixner), 20:12 Josef Černý (Rudolf Potsch), 37:41 František Tikal (Rudolf Potsch, Jozef Golonka), 37:45 Jaroslav Jiřík (Rudolf Potsch, Jozef Golonka), 38:11 Jan Suchý (Jaroslav Holík), 49:46 Josef Černý (František Tikal).

Branky a nahrávky Norska: 5:32 Christian Petersen (Jan Hansen), 12:45 Bjørn Elvenes.

Rozhodčí: Hal Trumble (USA), Albert Kerkos (YUG)

Vyloučení: 3:5

Využití přesilovek: 2:1

Diváků: 2 761
ČSSR: Vladimír Dzurilla – Rudolf Potsch, František Tikal, Jaromír Meixner, Jan Suchý – Stanislav Prýl, Jozef Golonka, Josef Černý – František Ševčík, Zdeněk Kepák, Jaroslav Jiřík – Jan Klapáč, Jaroslav Holík, Jiří Holík – Václav Nedomanský.
Norsko: Kåre Østensen – Egil Bjerklund, Odd Syversen, Thore Martinsen, Jan-Roar Thoresen – Christian Petersen, Ragnar Søbye, Georg Smefjell – Steinar Bjølbakk, Bjørn Elvenes, Arild Hammer – Arne Mikkelsen, Svein Hågensen, Bjørn Johansen – Jan Hansen.
 Kanada -  USA 	5:2 (0:0, 2:0, 3:2)
8. března 1965 (21:30) - Tampere

Branky Kanady: 28:50 Marshall Johnson, 39:23 Marshall Johnson, 46:44 Gary Dineen, 47:19 Bob Forhan, 59:44 Marshall Johnson.

Branky USA: 43:22 Paul Coppo, 58:40 Tom Roe.

Rozhodčí: Andrej Starovojtov (URS), Anatolij Seglin (URS)

Vyloučení: 5:4

Využití přesilovek: 1:0

Diváků: 4 185
Kanada: Broderick – Begg, O‘Malley, B. MacKenzie, Conlin – Forhan, Dineen, Dunsmore – Marshall Johnson, Abbott, J. MacKenzie – Conacher, Boubonais, Aldcorn.
USA: Haugh – Alm, Lund, Nielsen, L. Johnson – S. Grafström, Bill Christian, Roger Christian – Marsh, M. Grafström, Storsteen – Brooks, Coppo, Roe – Taylor.
 NDR -  USA 	7:4 (2:2, 3:1, 2:1)
9. března 1965 (18:30) - Tampere

Branky NDR: 7:30 Helmut Novy, 8:19 Ulrich Noack, 29:11 Helmut Novy, 30:28 Joachim Franke, 34:31 Joachim Ziesche, 46:41 Erich Novy, 58:29 Joachim Ziesche

Branky USA: 5:28 Bill Christian, 18:49 Roger Christian, 27:19 Paul Coppo, 56:39 Tom Roe.

Rozhodčí: Olle Viking (SWE), Ove Dahlberg (SWE)

Vyloučení: 1:3

Využití přesilovek: 0:0

Diváků: 2 920
NDR: Kolbe – Schildan, Plotka, Ulrich Noack, Sock – Karrenbauer, Ziesche, Hiller – Rüdiger Noack, Poindl, Helmut Novy – Erich Novy, Franke, Tudyka.
USA: Haugh – Nielsen, L. Johnson, Alm, Lund – S. Grafström, Bill Christian, Roger Christian – Brooks, Coppo, Roe – Marsh, M. Grafström, Taylor – Storsteen.
 Finsko -  Norsko	4:1 (2:0, 1:0, 1:1)
9. března 1965 (21:30) - Tampere

Branky Finska: 14:20 Jarmo Wasama, 17:01 Kalevi Numminen, 33:35 ??? Rautalin, 58:46 Seppo Nikkilä.

Branky Norska: 56:19 Jan-Roar Thoresen.

Rozhodčí: Hal Trumble (USA), Jan Wycisk (POL)

Vyloučení: 3:3

Využití přesilovek: 1:0

Diváků: 8 096
Finsko: Lahtinen – Wasama, Mesikämmen, Numminen, Partinen – Honkanen, Kilpiö, Keinonen – Oksanen, Wahlsten, Hakanen – Reunamäki, Pulli, Nikkilä – Rautalin.
Norsko: Østensen – Bjerklund, Syversen, Martinsen, Thoresen – Søbye, Petersen, Hansen – Bjølbakk, Elvenes, Hammer – Mikkelsen, Hågensen, Johansen – Smefjell.
 Kanada -  NDR 	8:1 (4:0, 2:1, 2:0)
10. března 1965 (15:00) - Tampere

Branky Kanady: 7:16 Gary Dineen, 8:28 Bob Forhan, 10:59 Gary Aldcorn, 14:30 Gary Aldcorn, 29:03 Grant Moore, 33:32 Reginald Abbot, 43:42 Barry McKenzie, 54:19 Marshall Johnson.

Branky NDR: 38:42 Dieter Kratzsch.

Rozhodčí: Hal Trumble (USA), Unto Viitala (FIN)

Vyloučení: 2:0

Využití přesilovek: 0:0

Diváků: 5 437
Kanada: Broderick – Begg, O’Malley, Barry McKenzie, Conlin, W. Johnson – Aldcorn, Bourbonnais, Conacher – Forhan, Dineen, Moore – Marshall Johnson, Abbott, Dunsmore.
NDR: Hirche – Ulrich Noack, Buder, Schildan, Sock – Hiller, Ziesche, Kratzsch - Erich Novy, Franke, Tudyka – Helmut Novy, Poindl, Rüdiger Noack – Karrenbauer.
 SSSR -  Švédsko	5:3 (0:2, 2:0, 3:1)
10. března 1965 (18:30) - Tampere

Branky SSSR: 21:32 Anatolij Firsov, 33:44 Alexandr Almetov, 42:22 Venjamin Alexandrov, 49:34 Vjačeslav Staršinov, 58:01 Anatolij Jonov.

Branky Švédska: 16:43 Sven Tumba Johansson, 16:58 Ronald Pettersson, 47:12 Nisse Nilsson.

Rozhodčí: Gennaro Olivieri (SUI), Hans-Rudolf Braun (SUI)

Vyloučení: 4:4

Využití přesilovek: 1:1

Diváků: 8 395
SSSR: Konovalenko – Kuzkin, Ivanov, Davydov, Ragulin – Loktěv, Alexandrov, Almetov – B. Majorov, Staršinov, Jonov – L. Volkov, Jakušev, Firsov.
Švédsko: Svensson – Stoltz, Nils Johansson, Blomé, Svedberg – Pettersson, Nilsson, Lundström – Määttä, Andersson, Öhrlund – Öberg, Sven Tumba Johansson, Wickberg.
 Československo -  Finsko	5:2 (1:1, 2:0, 2:1)
10. března 1965 (21:30) - Tampere

Branky a nahrávky Československa: 18:05 Rudolf Potsch (Stanislav Prýl), 32:17 Jaroslav Jiřík, 33:58 Václav Nedomanský (Stanislav Prýl), 45:53 František Ševčík (Zdeněk Kepák), 51:44 Václav Nedomanský (Josef Černý).

Branky a nahrávky Finska: 14:42 Matti Reunamäki, 42:32 Seppo Nikkilä (Heino Pulli).

Rozhodčí: Andrej Starovojtov (URS), Ove Dahlberg (SWE)

Vyloučení: 5:2

Využití přesilovek: 0:0

Diváků: 8 492
ČSSR: Vladimír Nadrchal – Rudolf Potsch, František Tikal, Jozef Čapla, Jan Suchý – Stanislav Prýl, Václav Nedomanský, Josef Černý – František Ševčík, Jozef Golonka, Jaroslav Jiřík – Jan Klapáč, Jaroslav Holík, Jiří Holík – Zdeněk Kepák.
Finsko: Juhani Lahtinen – Kalevi Numminen, Lalli Partinen, Jarmo Wasama, Ilkka Mesikämmen – Matti Reunamäki, Raimo Kilpiö, Matti Keinonen – Jaakko Honkanen, Heino Pulli, Seppo Nikkilä – Lasse Oksanen, Juhani Wahlsten, Reijo Hakanen – Pertti Rautalin.
 Švédsko -  Norsko	10:0 (1:0, 6:0, 3:0)
11. března 1965 (15:00) - Tampere

Branky Švédska: 1:43 Ronald Pettersson, 25:06 Uno Öhrlund, 25:14 Anders Andersson, 27:01 Nisse Nilsson, 29:09 Uno Öhrlund, 32:15 Tord Lundström, 36:25 Tord Lundström, 46:30 Ronald Pettersson, 54:05 Anders Andersson, 58:58 Lars-Åke Sivertsson.

Rozhodčí: Albert Kerkos (YUG), Jan Wycisk (POL)

Vyloučení: 2:2

Využití přesilovek: 1:0

Diváků: 4 194
Švédsko: Holmqvist – Stoltz, Nils Johansson, Blomе, Svedberg – Pettersson, Nilsson, Lundström – Määttä, Andersson, Öhrlund – Sivertsson, Sven Tumba Johansson, Vikberg.
Norsko: Østensen – Martinsen, Thoresen, Bjerklund, Syversen – Johansen, Elvenes, Hammer – Mikkelsen, Hågensen, Smefjell – Søbye, Petersen, Hansen – Bjølbakk.
 SSSR -  USA 	9:2 (2:0, 5:0, 2:2)
11. března 1965 (18:30) - Tampere

Branky SSSR: 9:29 Alexandr Almetov, 19:04 Viktor Jakušev, 25:44 Venjamin Alexandrov, 32:09 Konstantin Loktěv, 33:00 Boris Majorov, 33:54 Viktor Kuzkin, 35:25 Anatolij Firsov, 51:03 Konstantin Loktěv, 51:50 Konstantin Loktěv.

Branky USA: 46:28 Paul Coppo, 54:40 Larry Johnson.

Rozhodčí: Quido Adamec (TCH), Olle Viking (SWE)

Vyloučení: 6:8

Využití přesilovek: 1:0

Diváků: 6 590
SSSR: Konovalenko – Ragulin, Ivanov, Kuzkin, Davydov, Brežněv – Loktěv, Almetov, Alexandrov – Jonov, Staršinov, B. Majorov – J. Volkov, Jakušev, Firsov.
USA: Haugh – Nielsen, Johnson, Lund, Alm – Brooks, Coppo, Taylor – S. Grafstrom, Roger Christian, Bill Christian – Marsh, Smith, Storsteen, M. Grafstrom.
 Československo -  Kanada	8:0 (1:0, 2:0, 5:0)
11. března 1965 (21:30) - Tampere

Branky a nahrávky Československa: 10:54 Jaroslav Jiřík (František Ševčík), 23:29 Jiří Holík, 25:25 Václav Nedomanský (Stanislav Prýl, Josef Černý), 42:24 František Tikal (Jaroslav Holík), 47:25 Jozef Čapla (Jozef Golonka, Jaroslav Jiřík), 53:06 Jozef Golonka (Václav Nedomanský), 56:06 František Ševčík (Jaroslav Jiřík), 59:05 František Ševčík (Jaroslav Jiřík).

Rozhodčí: Gennaro Olivieri (SUI), Hans-Rudolf Braun (SUI)

Vyloučení: 3:6 navíc Jaroslav Jiřík na 5 minut.

Využití přesilovek: 2:0

Diváků: 10 200
ČSSR: Vladimír Dzurilla - Rudolf Potsch, František Tikal, Jozef Čapla, Jan Suchý - Stanislav Prýl, Václav Nedomanský, Josef Černý - František Ševčík, Jozef Golonka, Jaroslav Jiřík - Jan Klapáč, Jaroslav Holík, Jiří Holík - Zdeněk Kepák.
Kanada: Ken Broderick – Gary Begg, Terry O'Malley, Barry McKenzie, Tom Collins – Gary Aldcorn, Roger Bourbonnais, Brian Conacher – Bob Forhan, Gary Dineen, Grant Moore - Marshall Johnson, Reginald Abbot, Fred Dunsmore.
 NDR -  Norsko	5:1 (3:1, 2:0, 0:0)
12. března 1965 (18:30) - Tampere

Branky NDR: 3:33 Wilfried Sock, 9:16 Helmut Novy, 16:37 Rüdiger Noack, 27:19 Joachim Ziesche, 36:44 Rüdiger Noack.

Branky Norska: 14:37 Thore Martinsen.

Rozhodčí: Jaroslav Pokorný (TCH), Jan Wycisk (POL)

Vyloučení: 7:3 navíc Jan Hansen na 10 min.

Využití přesilovek: 0:0

Branky v oslabení: 1:0

Diváků: 4 970
NDR: Kolbe – Schildan, Sock, Ulrich Noack, Buder – Erich Novy, Franke, Tudyka – Helmut Novy, Poindl, Rüdiger Noack – Hiller, Ziesche, Karrenbauer – Kratzsch.
Norsko: Østensen – Martinsen, Thoresen, Bjerklund, Syversen – Petersen, Elvenes, Hansen – Mikkelsen, Søbye, Hammer – Bjølbakk, Hågensen, Smefjell – Johansen.
 Finsko -  USA 	0:4 (0:0, 0:1, 0:3)
12. března 1965 (21:30) - Tampere

Branky USA: 32:33 Herb Brooks, 41:12 Herb Brooks, 52:56 Bill Christian, 55:24 Roger Christian.

Rozhodčí: Andrej Starovojtov (URS), Anatolij Seglin (URS)

Vyloučení: 3:4

Využití přesilovek: 0:0

Diváků. 9 601
Finsko: Lahtinen – Wasama, Mesikämmen, Numminen, Partinen, Lindegren – Rautalin, Kilpiö, Keinonen – Oksanen, Wahlsten, Hakanen – Reunamäki, Pulli, Nikkilä.
USA: Haugh – Lund, Alm, Nielsen, Johnson – S. Grafstrom, Roger Christian, Bill Christian – Brooks, Coppo, Taylor – Marsh, Smith, Storsteen, M. Grafstrom.
 Československo -  SSSR 	1:3 (0:2, 0:0, 1:1)
13. března 1965 (15:00) - Tampere

Branky a nahrávky Československa: 46:06 František Tikal.

Branky a nahrávky SSSR: 6:55 Vjačeslav Staršinov (Boris Majorov, Anatolij Jonov), 14:07 Viktor Kuzkin, 59:09 Leonid Volkov (Anatolij Firsov).

Rozhodčí: Hal Trumble (USA), Hans-Rudolf Braun (SUI)

Vyloučení: 5:7

Využití přesilovek: 1:1

Diváků: 9 731
ČSSR: Vladimír Nadrchal (14:08 Vladimír Dzurilla) - Rudolf Potsch, František Tikal, Jozef Čapla, Jan Suchý - Stanislav Prýl, Václav Nedomanský, Josef Černý – František Ševčík, Jozef Golonka, Jaroslav Jiřík - Jan Klapáč, Jaroslav Holík, Jiří Holík - Zdeněk Kepák.
SSSR: Viktor Konovalenko – Alexandr Ragulin, Eduard Ivanov, Viktor Kuzkin, Vitalij Davydov, Vladimir Brežněv – Konstantin Loktěv, Venjamin Alexandrov, Alexandr Almetov – Anatolij Jonov, Vjačeslav Staršinov, Boris Majorov – Anatolij Firsov, Viktor Jakušev, Leonid Volkov.
 Kanada -  Švédsko	4:6 (1:1, 1:4, 2:1)
13. března 1965 (18:30) - Tampere

Branky Kanady: 1:48 Gary Aldcorn, 31:37 Gary Begg, 51:55 Bob Forhan, 59:08 Gary Dineen.

Branky Švédska: 13:58 Nisse Nilsson, 24:00 Gert Blomé, 29:26 Tord Lundström, 33:09 Nisse Nilsson, 37:53 Eilert Määttä, 59:20 Sven Tumba Johansson.

Rozhodčí: Andrej Starovojtov (URS), Pentti Isotalo (FIN)

Vyloučení: 2:3

Využití přesilovek: 0:0

Diváků: 9 319
Kanada: Collins – B. MacKenzie, Conlin, Begg, O’Malley – Aldcorn, Boubonais, Conacher – Marshall Johnson, B. Abbott, J. MacKenzie – Forhan, Dineen, Moore.
Švédsko: Svensson – Blomé, Svedberg, Stoltz, Nils Johansson – Pettersson, Nilsson, Lundström – Määttä, Andersson, Öhrlund – Sivertsson, Sven Tumba Johansson, Öberg – Wickberg.
 NDR -  Finsko	3:2 (2:2, 0:0, 1:0)
13. března 1965 (21:30) - Tampere

Branky NDR: 4:30 Bernd Poinl, 7:43 Joachim Franke, 59:13 Joachim Ziesche.

Branky Finska: 0:19 Jarmo Wasama, 0:36 Reijo Hakanen.

Rozhodčí: Jan Wycisk (POL), Ove Dahlberg (SWE)

Vyloučení: 3:2 navíc Rainer Tudyka na 5 min.

Využití přesilovek: 0:0

Diváků: 9 600
NDR: Kolbe – Schildan, Sock, Ulrich Noack, Buder – Hiller, Ziesche, Karrenbauer – Helmut Novy, Poindl, Rüdiger Noack – Erich Novy, Frank, Tudyka – Kratzsch.
Finsko: Lahtinen – Wasama, Mesikämmen, Numminen, Partinen, Lindegren – Oksanen, Wahlsten, Hakanen – Rautalin, Kilpiö, Keinonen – Honkanen, Reunamäki, Nikkilä.
 USA -  Norsko	8:6 (4:1, 0:2, 4:3)
14. března 1965 (12:00) - Tampere

Branky USA: 0:55 Roger Christian, 11:53 Dan Storsteen, 14:06 Roger Christian, 17:53 Larry Alm, 45:37 Roger Christian, 50:10 Roger Christian, 53:01 Tim Taylor, 58:27 Roger Christian.

Branky Norska: 2:06 Georg Smefjell, 25:08 Bjørn Johansen, 30:38 Ragnar Søbye, 43:23 Svein Hågensen, 55:39 Bjørn Elvenes, 56:52 Thore Martinsen.

Rozhodčí: Pentti Isotalo (FIN), Unto Vitala (FIN)

Vyloučení: 6:4

Využití přesilovek: 0:1

Branky v oslabení: 1:0

Diváků: 4 176
USA: Haugh – Lund, Alm, Nielsen, Johnson – Brooks, Roger Christian, Bill Christian – Roe, Coppo, Taylor – Marsh, Smith, Storsteen – S. Grafstrom.
Norsko: Østensen – Bjerklund, Syversen, Martinsen, Thoresen – Petersen, Søbye, Hansen – Bjølbakk, Elvenes, Hammer – Mikkelsen, Hågensen, Johansen – Smefjell.
 Československo -  Švédsko	3:2 (3:1, 0:1, 0:0)
14. března 1965 (15:00) - Tampere

Branky a nahrávky Československo: 7:32 Jozef Golonka (František Ševčík), 18:25 Jozef Golonka (František Tikal, František Ševčík), 19:02 František Tikal.

Branky a nahrávky Švédska: 2:36 Sven Tumba Johansson (Lennart Svedberg), 44:12 Ronald Pettersson (Tord Lundström).

Rozhodčí: Gennaro Olivieri (SUI), Hans-Rudolf Braun (SUI)

Vyloučení: 1:2

Využití přesilovek: 0:0

Diváků: 9 801
ČSSR: Vladimír Dzurilla – Rudolf Potsch, František Tikal, Jozef Čapla, Jaromír Meixner – František Ševčík, Jozef Golonka, Jaroslav Jiřík – Stanislav Prýl, Václav Nedomanský, Josef Černý – Jan Klapáč, Jaroslav Holík, Jiří Holík – Zdeněk Kepák.
Švédsko: Kjell Svensson (21. Leif Holmqvist) – Roland Stoltz, Nils Johansson, Gert Blomé, Lennart Svedberg – Ronald Pettersson, Nisse Nilsson, Tord Lundström – Eilert Määttä, Anders Andersson, Uno Öhrlund – Carl-Göran Öberg, Sven Tumba Johansson, Håkan Wickberg.
 SSSR -  Kanada	4:1 (0:0, 2:1, 2:0)
14. března 1965 (18:30) - Tampere

Branky SSSR: 21:02 Anatolij Jonov, 25:05 Boris Majorov, 46:56 Konstantin Loktěv, 49:46 Venjamin Alexandrov.

Branky Kanady: 39:41 Gary Dineen

Rozhodčí: Olle Viking (SWE), Ove Dahlberg (SWE)

Vyloučení: 3:5

Využití přesilovek: 0:0

Diváků: 10 100
SSSR: Zinger – Ragulin, Ivanov, Kuzkin, Brežněv – Almetov, Alexandrov, Loktěv – Jonov, Staršinov, B. Majorov – Firsov, Jakušev, J. Volkov – L. Volkov.
Kanada: Collins – Begg, O’Malley, Conlin, B. MacKenzie, B. Johnson – Aldcorn, Boubonais, Conacher – Forhan, Dineen, Moore – Marshall Johnson, B. Abbott, J. MacKenzie.

## Statistiky

### Nejlepší hráči podle direktoriátu IIHF
| Brankář | Vladimír Dzurilla   |
| Obránce | František Tikal     |
| Útočník | Vjačeslav Staršinov |

### All Stars
| Brankář         | Vladimír Dzurilla |
| Levý obránce    | František Tikal   |
| Pravý obránce   | Alexandr Ragulin  |
| Levé křídlo     | Jaroslav Jiřík    |
| Střední útočník | Alexandr Almetov  |
| Pravé křídlo    | Konstantin Loktěv |

### Kanadské bodování
| Poř. | Kanadské bodování   | Branky | Přihrávky | Body |
| ---- | ------------------- | ------ | --------- | ---- |
| 1.   | Jozef Golonka       | 6      | 8         | 14   |
| 2.   | Jaroslav Jiřík      | 8      | 4         | 12   |
| 3.   | Alexandr Almetov    | 7      | 5         | 12   |
| 4.   | Konstantin Loktěv   | 7      | 4         | 11   |
| 5.   | Gary Dineen         | 6      | 5         | 11   |
| 6.   | Tord Lundström      | 6      | 3         | 9    |
| 7.   | Anatolij Firsov     | 5      | 4         | 9    |
| 8.   | Venjamin Alexandrov | 4      | 5         | 9    |
| 9.   | Vjačeslav Staršinov | 6      | 2         | 8    |
| 10.  | Anatolij Jonov      | 5      | 3         | 8    |
| 10.  | Boris Majorov       | 5      | 3         | 8    |
| 10.  | Bob Forhan          | 5      | 3         | 8    |

### Rozhodčí
| Rozhodčí           | Zápasy |
| ------------------ | ------ |
| Ove Dahlberg       | 6      |
| Hans-Rudolf Braun  | 5      |
| Gennaro Olivieri   | 5      |
| Andrej Starovojtov | 5      |
| Hal Trumble        | 5      |
| Olle Wiking        | 5      |
| Jan Wycisk         | 5      |
| Anatolij Seglin    | 4      |
| Quido Adamec       | 3      |
| Penti Isotalo      | 3      |
| Miroslav Pokorný   | 3      |
| Albert Kerkos      | 2      |
| Unto Viitala       | 2      |
| Boris Cebulj       | 1      |
| Fritz Gross        | 1      |
| Borje Johannessen  | 1      |

### Soupiska SSSR
SSSR

Brankáři: Viktor Konovalenko, Viktor Zinger.

Obránci: Viktor Kuzkin, Vitalij Davydov, Alexandr Ragulin, Eduard Ivanov, Vladimir Brežněv.

Útočníci: Konstantin Loktěv, Alexandr Almetov, Venjamin Alexandrov, Boris Majorov, Vjačeslav Staršinov, Anatolij Jonov, Leonid Volkov, Viktor Jakušev, Anatolij Firsov, Jurij Volkov.

Trenéři: Arkadij Černyšov, Anatolij Tarasov.

### Soupiska Československa
Československo

Brankáři: Vladimír Dzurilla, Vladimír Nadrchal.

Obránci: Rudolf Potsch,  – František Tikal, Jozef Čapla, Jan Suchý, Jaromír Meixner.

Útočníci: Stanislav Prýl, Václav Nedomanský, Josef Černý, František Ševčík, Jozef Golonka, Jaroslav Jiřík, Jan Klapáč, Jaroslav Holík, Jiří Holík, Zdeněk Kepák.

Trenéři: Vladimír Bouzek, Vladimír Kostka.

### Soupiska Švédska
Švédsko

Brankáři: Leif Holmqvist, Kjell Svensson.

Obránci: Gert Blomé, Nils Johansson, Eilert Määttä, Bert-Olov Nordlander, Roland Stoltz, Lennart Svedberg.

Útočníci: Anders Andersson, Tord Lundström, Lars-Eric Lundvall, Nisse Nilsson, Ronald Pettersson, Lars-Åke Sivertsson, Sven Tumba Johansson, Håkan Wickberg, Carl-Göran Öberg, Uno Öhrlund.

Trenér: Arne Strömberg.

### Soupiska Kanady
4.   Kanada (Winnipeg Marrons)*

Brankáři: Ken Broderick, Tom Collins.

Obránci: Gary Begg, Terry O'Malley, Barry McKenzie, Paul Conlin, William Johnson.

Útočníci: Bob Forhan, Gary Dineen, Gary Aldcorn, Fred Dunsmore, Roger Bourbonnais, Brian Conacher, Marshall Johnson, Reginald Abbot, Jim McKenzie, Grant Moore.

Trenéři: Gordon Simpson, páter David Bauer.
- mužstvo bylo doplněno o několik hráčů z jiných klubů.

### Soupiska NDR
5.  NDR

Brankáři: Peter Kolbe, Klaus Hirche.

Obránci: Ulrich Noack, Wilfried Sock, Heinz Schildan, Wolfgang Plotka, Manfred Buder.

Útočníci: Rainer Tudyka, Bernd Hiller, Joachim Ziesche, Bernd Karrenbauer, Rüdiger Noack, Bernd Poinl, Helmut Novy, Dieter Kratzsch, Erich Novy, Joachim Franke.

Trenér: Rudi Schmieder.

### Soupiska USA
6.  USA

Brankáři: Tom Haugh, Ted Marks.

Obránci: Tim Taylor, Larry Alm, Bob Lund, Myron Grafstrom, Bill Christian.

Útočníci: Roger Christian, John Marsh, Herb Brooks, Bernard Nielsen, Larry Smith, Sam Grafstrom, Larry Johnson, Tom Roe, Paul Coppo, Dan Storsteen.

Trenér: Ken Yackel.

### Soupiska Finska
7.  Finsko

Brankáři: Juhani Lahtinen, Urpo Ylönen.

Obránci: Jarmo Wasama, Pentti Lindegren, Kalevi Numminen, Ilkka Mesikämmen, Lalli Partinen.

Útočníci: Raimo Kilpiö, Juhani Wahlsten, Matti Reunamäki, Heino Pulli, Matti Keinonen, Seppo Nikkilä, Reijo Hakanen, Lasse Oksanen, Jaakko Honkanen.

Trenéři: Joe Wirkkunen, Aarne Honkavaara.

### Soupiska Norska
8.  Norsko

Brankáři: Kåre Østensen, Thore Nilsen.

Obránci: Egil Bjerklund, Odd Syversen, Thore Martinsen, Jan-Roar Thoresen, Jan Hansen.

Útočníci: Christian Petersen, Georg Smefjell, Terje Thoen, Bjørn Elvenes, Bjørn Johansen, Arne Mikkelsen, Svein Hågensen, Steinar Bjølbakk, Arild Hammer, Ragnar Søbye.

Trenéři: Ake Brask, Gunnar Kroge.

## Kvalifikace o postup do skupiny A
Nejprve se utkal poslední ze skupiny A Německo s druhým ze skupiny B Švýcarskem, vítězné Německo se potom o přímý postup utkalo s vítězem skupiny B Norskem.
 SRN -  Švýcarsko 2:8 (1:2, 0:2, 1:4)
18. prosince 1964 - Augsburg

Branky SRN: 19. Gmeiner, 53. Schubert

Branky Švýcarska: 8. Bernasconi, 17. Parolini, 33. Andre Berra, 38. Bernasconi, 43. Rene Berra, 54. Martini, 56. Rene Berra, 59. Martini

Rozhodčí: Jaroslav Pokorný (TCH), Otto Černý (TCH)

Diváků: 8 500
Německo: Hobelsberger – Waitl, Hahn, Nagel, Schwimmbeck – Gmeiner, Schubert, Köpf – Trautwein, Zanghellini, Scholz – Pohl, Ludwig, Groeger.
Švýcarsko: Rigolet – Friedrich, Wespi, Furrer, James Müller – Andre Berra, Rene Berra, Wirz – Parolini, Martini, Bernasconi – Thoma, Heiniger, Hafner.
 Švýcarsko -  SRN 2:7 (0:2, 1:4, 1:1)
20. prosince 1964 - Bern

Branky Švýcarska: 27. Martini, Martini

Branky SRN: 3. Schölz, 13. Trautwein, 21. Köpf, 29. Köpf, 29. Trautwein, 32. Schubert, 51. Zangellini

Rozhodčí: Jaroslav Pokorný (TCH), Otto Černý (TCH)

Vyloučení: 4:3

Diváků: 5 500
Německo: Hobelsberger – Waitl, Hahn, Nagel, Schwimmbeck – Gmeiner, Schubert, Köpf – Trautwein, Zanghellini, Scholz – Groeger, Ludwig, Hanig.
Švýcarsko: Rigolet – Friedrich, Wespi, Furrer, James Müller – Andre Berra, Rene Berra, Wirz – Parolini, Martini, R. Bernasconi – Thoma, Heiniger, Hafner.
 Švýcarsko -  SRN 6:7 (1:3, 4:2, 1:2)
3. ledna 1965 - Ženeva

Branky Švýcarska: 19. Wespi, 24. Naef, 25. Wirz, 30. Chappot, 35. Chappot, 49. Parollini

Branky SRN: 9. Schubert, 16. Ludwig, 17.Schwimmbeck, 28. Gmeiner, 34. Hahn, 55. Hanig, 59. Köpf

Rozhodčí: Jaroslav Pokorny (TCH), Quido Adamec (TCH)

Vyloučení: 4:4

Diváků 10 000
Švýcarsko: Rigolet – Furrer, James Müller, Friedrich, Wespi – Andre Berra, Rene Berra, Wirz – Parolini, Martini, Naef –Bernasconi, Chappot, Piller.
Německo: Hobelsberger – Ambros, Schwimmbec, Waitl, Nagel (Hahn) – Gmeiner, Schubert, Köpf – Ludwig, Hanig, Pohl – Scholz, Zanghellini, Schuldes.
 Norsko -  SRN 5:4 (4:2, 0:1, 1:1)
2. března 1965 - Rauma

Branky Norska: 5. Svein Hågensen, 7. Bjørn Elvenes, 10. Svein Hågensen, 15. Thore Martinsen, 57:24 Arne Mikkelsen.

Branky SRN: 1. Pittrich, 12. Trautwein, 28. Trautwein, 44. Köpf
- Norsko postoupilo do skupiny A.

## MS Skupina B
|    |                | POL  | SUI | GER  | HUN | AUT | GBR  | YUG | V | R | P | Skóre | B  |
| 1. | Polsko         | ***  | 3:1 | 3:3  | 9:5 | 5:3 | 11:2 | 4:1 | 5 | 1 | 0 | 35:15 | 11 |
| 2. | Švýcarsko      | 1:3  | *** | 6:1  | 3:1 | 7:3 | 7:4  | 3:3 | 4 | 1 | 1 | 30:20 | 9  |
| 3. | SRN            | 3:3  | 1:6 | ***  | 4:4 | 2:1 | 12:4 | 8:2 | 3 | 2 | 1 | 30:20 | 8  |
| 4. | Maďarsko       | 5:9  | 1:3 | 4:4  | *** | 5:3 | 1:5  | 3:0 | 2 | 1 | 3 | 19:24 | 5  |
| 5. | Rakousko       | 3:5  | 3:7 | 1:2  | 3:5 | *** | 5:4  | 6:5 | 2 | 0 | 4 | 21:28 | 4  |
| 6. | Velká Británie | 2:11 | 4:7 | 4:12 | 5:1 | 4:5 | ***  | 5:5 | 1 | 1 | 4 | 24:41 | 3  |
| 7. | Jugoslávie     | 1:4  | 3:3 | 2:8  | 0:3 | 5:6 | 5:5  | *** | 0 | 2 | 4 | 16:29 | 2  |

- Rumunsko odřeklo účast.

 Švýcarsko -  Rakousko 7:3 (3:0, 2:0, 2:3)
4. března 1965 – Turku

Branky Švýcarska: 5:13 A. Berra, 10:28 Wespi, 19:26 R. Bernasconi, 31:35 H. Lüthi, 34:07 Dubi, 49:48 U. Lüthi, 58:12 P. Lüthi

Branky Rakouska: 50:16 Wechselberger, 55:04 Wechselberger, 55:25 Znenahlik

Rozhodčí: Andrej Starovojtov (URS), Pentti Isotalo (FIN)

Vyloučení: 5:5

Využití přesilovek: 2:0
Švýcarsko: Rigolet – M. Bernasconi, Martini, Wespi, Rüegg, Furrer – H. Lüthi, P. Lüthi, U. Lüthi – A. Berra, R. Berra, Wirz – R. Bernasconi, Chappot , Dubi.
Rakousko: Püls – Bachura, Kübelbeck, Schager, Felfernig, Wechselberger – Kalt, Znenahlik, Saint John – Mühr, Sepp Puschnig, Romauch – Erhart, Weingärtner, Kirchberger.
 Polsko -  Maďarsko 9:5 (4:0, 4:3, 1:2)
4. března 1965 – Turku

Branky Polska: 4:01 Gosztyla, 6:51 Gosztyla, 14:55 Stefaniak, 16:50 Manowski, 24:58 Wilczek, 26:05 K. Fonfara, 30:34 K. Fonfara, 33:48 Kilanowicz, 54:51 K. Fonfara

Branky Maďarska: 28:35 Bankuti, 32:52 Rozgonyi, 38:30 Kertesz, 58:26 Boroczi, 59:45 B. Zsitva

Rozhodčí: Anatolij Seglin (URS), Unto Viitala (FIN)

Vyloučení: 3:0

Využití přesilovek: 0:1
Polsko: Walery Kosyl – Sitko, Skórski, Szlapa, Zawada – Kilanowicz, Wilczek, Cebula – Krzysztof Birula-Białynicki, Stefaniak, K. Fonfara – Gosztyla, A. Fonfara, Manowski – Regula.
Maďarsko: Vedres – Ziegler, Raffa, Koutny, Baban, Kertesz – B. Zsitva, Boroczi, Leveles – V. Zsitva, Schwalm, Bankuti – Rozgonyi, Jakabházy, Bikar.
 Jugoslávie -  Velká Británie 5:5 (1:1, 2:1, 2:3)
4. března 1965 – Rauma

Branky Jugoslávie: 19:58 Tišlar, 25:14 B. Jan, 33:25 Tišlar, 40:17 Ratej, 49:26 Smolej

Branky Velké Británie: 3:32 McDonald, 24:05 Miller, 52:03 Spence, 53:07 Spence, 58:52 Stevenson

Rozhodčí: Ove Dahberg (SWE), Olle Viking (SWE)

Vyloučení: 3:6

Využití přesilovek: 1:2
Jugoslávie: Gale – Ravnik, I. Jan, Kristan, Trebušak, Ratej – Tišlar, Felc, Klinar – B. Jan, Renaud, Župančić – R. Hiti, Smolej, Beravs.
Velká Británie: Clark – Reilly, W. Brennan, Jordan, McIntosh, Boyle – Stevenson, A. Brennan, Miller – Spence, Crawford, Key – Mathews, Tindale, McDonald.
 Polsko -  Rakousko 5:3 (2:0, 0:1, 3:2)
5. března 1965 – Turku

Branky Polska: 12:20 Kilanowicz, 15:07 Manowski, 43:24 Gosztyla, 58:40 K. Fonfara, 59:50 K. Fonfara

Branky Rakouska: 23:50 Felfernig, 49:18 Saint John, 59:15 Wechselberger

Rozhodčí: Fritz Gross (GDR), Albert Kerkos (YUG)

Vyloučení: 5:5 navíc Sitko a A. Fonfara na 10 minut.

Využití přesilovek: 2:0
Polsko: Walery Kosyl – Sitko, Skórski, Szlapa, Zawada – Kilanowicz, Regula, Gosztyla – Wilczek, A. Fonfara, Manowski – Krzysztof Birula-Białynicki, Stefaniak, Galezewski – K. Fonfara.
Rakousko: Pregl – Bachura, Kübelbeck, Felfernig, Wechselberger – Znenahlik, Saint John, Kalt – Sepp Puschnig, Romauch, Mühr – Weingärtner, Kirchberger, Erhart – Khoflach.
 Jugoslávie -  SRN 2:8 (1:1, 0:2, 1:5)
5. března 1965 – Rauma

Branky Jugoslávie: 11:09 Tišlar, 54:38 Felc

Branky SRN: 4:48 Ludwig, 27:34 Köpf, 30:39 Köpf, 42:34 Gross, 44:46 Köpf, 49:28 Ludwig, 55:38 Köpf, 55:52 Köpf

Rozhodčí: Sakari Sillankorva (FIN), Jan Wycisk (POL)

Vyloučení: 1:2

Využití přesilovek: 0:0
Jugoslávie: Gale – Ravnik, I. Jan, Kristan, Trebušak, Ratej – Tišlar, Felc, Klinar – B. Jan, Renaud, Župančić – R. Hiti, Smolej, Beravs.
Německo: Hobelsberger – Schwimmbeck, Hahn, Nagel, Riedel, Riedmeier – Schubert, Köpf, Zanghellini – Pittrich, Trautwein, Waitl – Gross, Ludwig, Pohl.
 Švýcarsko -  Maďarsko 3:1 (0:0, 2:1, 1:0)
6. března 1965 – Turku

Branky Švýcarska: 31:44 Chappot, 32:05 U. Lüthi, 40:40 M. Bernasconi

Branky Maďarska: 28:16 Boroczi

Rozhodčí: Jaroslav Pokorny (TCH), Boris Cebulj (YUG)

Vyloučení: 3:4

Využití přesilovek: 0:0
Švýcarsko: Rigolet – M. Bernasconi, Wespi, Martini, Rüegg, Furrer – H. Lüthi, P. Lüthi, U. Lüthi – A. Berra, R. Berra, Wirz – R. Bernasconi, Chappot, Heiniger.
Maďarsko: Vedres – Ziegler, Raffa, Koutny, Kertesz – B. Zsitva, Boroczi, Leveles – V. Zsitva, Schwalm, Bankuti – Horvath, Rozgonyi, Jakabházy – Bikar.
 Velká Británie -  SRN 4:12 (1:3, 3:4, 0:5)
6. března 1965 – Rauma

Branky Velké Británie: 11:25 W. Brennan, 24:11 Farrel, 26:44 Key, 28:59 W. Brennan

Branky SRN: 5:06 Gross, 6:07 Pittrich, 16:22 Zanghellini, 20:47 Pittrich, 27:16 Köpf, 31:04 Pohl, 39:49 Trautwein, 44:40 Köpf, 55:19 Waitl, 55:34 Trautwein, 57:21 Köpf, 59:31 Waitl

Rozhodčí: Hal Trumble (USA), Hans-Rudolf Braun (SUI)

Vyloučení: 6:5

Využití přesilovek: 1:1

Branky v oslabení: 0:1
Velká Británie: Clark – Reilly, W. Brennan, Jordan, McIntosh, Boyle – Stevenson, Miller, Spence – Farrel, Crawford, Key – Mathews, Tindale, McDonald.
Německo: Hobelsberger – Riedel, Schwimmbeck, Nagel, Hahn, Riedmeier – Pittrich, Schubert, Köpf – Trautwein, Zanghellini, Waitl – Gross, Ludwig, Pohl.
 Velká Británie -  Rakousko 4:5 (1:2, 1:1, 2:2)
7. března 1965 – Turku

Branky Velká Británie: 12:04 McDonald, 33:46 Spence, 58:11 Key, 58:30 Spence

Branky Rakouska: 1:21 Znenahlik, 11:16 Kalt, 26:21 Weingärtner, 48:40 Romauch, 54:31 Saint John

Rozhodčí: Quido Adamec (TCH), Borje Johannesen (NOR)

Vyloučení: 7:3

Využití přesilovek: 0:1
Velká Británie: Clark – Reilly, W. Brennan, Jordan, McIntosh, Boyle – Stevenson, A. Brennan, Spence – Farrel, Crawford, Key – Mathews, Tindale, McDonald.
Rakousko: Pregl – Bachura, Kübelbeck, Felfernig, Wechselberger, Schager – Znenahlik, Saint John, Kalt – Sepp Puschnig, Romauch, Mühr – Weingärtner, Kirchberger, Erhart.
 Švýcarsko -  Polsko 1:3 (1:1, 0:1, 0:1)
7. března 1965 – Turku

Branky Švýcarska: 15:55 P. Lüthi

Branky Polska: 9:14 Zawada, 23:24 K. Fonfara, 40:32 A. Fonfara

Rozhodčí: Hal Trumble (USA), Albert Kerkos (YUG)

Vyloučení: 8:7

Využití přesilovek: 1:2
Švýcarsko: Rigolet – M. Bernasconi, Wespi, Martini, Rüegg, Furrer – H. Lüthi, P. Lüthi, U. Lüthi – A. Berra, R. Berra, Wirz – Dubi, Chappot, Heiniger.
Polsko: Walery Kosyl – Sitko, Skórski, Szlapa, Zawada – Kilanowicz, Wilczek, Galezewski – Krzysztof Birula-Białynicki, Stefaniak, K. Fonfara – Gosztyla, A. Fonfara, Manowski, Regula.
 Jugoslávie -  Maďarsko 0:3 (0:2, 0:0, 0:1)
7. března 1965 – Rauma

Branky Maďarska: 1:33 Bankuti, 18:19 Rozgonyi, 50:44 Bikar

Rozhodčí: Sakari Sillankorva (FIN), Lahtinen (FIN)

Vyloučení: 3:4

Využití přesilovek: 0:0
Jugoslávie: Gale – Ravnik, I. Jan, Kristan, Trebušak, Ratej – Tišlar, Klinar, B. Jan – Župančić, Felc, Renaud – R. Hiti, Smolej, Beravs.
Maďarsko: Vedres – Koutny, Kertesz, Ziegler, Raffa – Bankuti, Rozgonyi, V. Zsitva – Leveles, Boroczi, Horvath – Jakabházy– Schwalm, B. Zsitva, Bikar.
 Rakousko -  SRN 1:2 (0:0, 0:1, 1:1)
8. března 1965 – Pori

Branky Rakouska: 44:38 Felfernig

Branky SRN: 32:35 Waitl, 53:14 Trautwein

Rozhodčí: Unto Viitala (FIN), Gennaro Olivieri (SUI)

Vyloučení: 3:4

Využití přesilovek: 0:0
Německo: Hobelsberger – Riedel, Schwimmbeck, Nagel, Hahn, Riedmeier – Pittrich, Schubert, Köpf – Trautwein, Zanghellini, Waitl – Gross, Ludwig, Pohl.
Rakousko: Pregl – Bachura, Kübelbeck, Felfernig, Wechselberger, Schager – Znenahlik, Saint John, Kalt – Sepp Puschnig, Romauch, Mühr – Weingärtner, Kirchberger, Knoflach.
 Švýcarsko -  Jugoslávie 3:3 (0:0, 2:1, 1:2)
9. března 1965 – Pori

Branky Švýcarska: 20:23 Martini, 31:25 U. Lüthi, 57:14 Martini

Branky Jugoslávie: 35:24 Župančić, 47:11 Felc, 58:27 Župančić

Rozhodčí: Quido Adamec (TCH), Pentti Isotalo (FIN)

Vyloučení: 5:7

Využití přesilovek: 3:1
Jugoslávie: Gale – Ravnik, I. Jan, Kristan, Trebušak, Ratej – Tišlar, Felc, Klinar – B. Jan, Renaud, Župančić – R. Hiti, Smolej, Beravs.
Švýcarsko: Meier – M. Bernasconi, Wespi, Martini, Rüegg, Furrer – H. Lüthi, P. Lüthi, U. Lüthi – A. Berra, R. Berra, Wirz – Dubi, Chappot, R. Bernasconi.
 Maďarsko -  SRN 4:4 (2:0, 2:1, 0:3)
9. března 1965 – Pori

Branky Maďarska: 3:42 Horvath, 13:34 V. Zsitva, 25:44 Köpf, 28:15 Horvath

Branky SRN: 25:30 Horvath, 48:39 Waitl, 49:59 Köpf, 56:37 Köpf

Rozhodčí: Gennaro Olivieri (SUI), Lahtinen (FIN)

Vyloučení: 0:2

Využití přesilovek: 1:0
Maďarsko: Vedres – Koutny, Baban, Ziegler, Raffa – Bankuti, Rozgonyi, V. Zsitva – Leveles, Bikar, B. Zsitva – Horvath, Jakabházy, Schwalm.
Německo: Hobelsberger; Nagel – Schwimmbeck, Riedmeier – Hahn, Riedel; Köpf – Schubert – Pohl, Trautwein – Pittrich –Waitl, Bingold – Ludwig – Gross.
 Polsko -  Velká Británie 11:2 (5:1, 4:0, 2:1)
9. března 1965 – Rauma

Branky Polska: 4:02 Manowski, 4:40 Gosztyla, 7:47 Stefaniak, 10:06 Manowski, 19:18 Białynicki-Birula, 21:35 Wilczek, 29:41 A. Fonfara, 33:05 Kilanowicz, 33:18 Kilanowicz, 44:50 Wilczek, 51:04 Kilanowicz

Branky Velké Británie: 19:32 Farrel, 55:55 Spence

Rozhodčí: Fritz Gross (GDR), Hans-Rudolf Braun (SUI)

Vyloučení: 4:5

Využití přesilovek: 1:0

Branky v oslabení: 0:1
Polsko: Walery Kosyl – Sitko, Skórski, Szlapa, Zawada – Regula, Gosztyla, A. Fonfara – Manowski, Wilczek, Stefaniak – Kilanowicz, K. Fonfara, Galezewski – Krzysztof Birula-Białynicki.
Velká Británie: Clark – Reilly, W. Brennan, Jordan, McIntosh, Boyle – Stevenson, Miller, Spence – Farrel, Crawford, Key – Mathews, Tindale, McDonald.
 Jugoslávie -  Rakousko 5:6 (2:2, 1:1, 2:3)
10. března 1965 – Pori

Branky Jugoslávie: 8:29 Renaud, 19:42 Felc, 22:52 Klinar, 40:13 Tišlar, 53:23 Tišlar

Branky Rakouska: 7:38 Wechselberger, 13:14 Kalt, 35:49 Puschnig, 45:45 Wechselberger, 48:40 Saint John, 52:42 Saint John

Rozhodčí: Anatolij Seglin (URS), Borje Johannesen (NOR)

Vyloučení: 5:0

Využití přesilovek: 0:2

Branky v oslabení: 1:0
Jugoslávie: Gale – Ravnik, Đorđević, Kristan, Trebušak, Ratej – Tišlar, Klinar, B. Jan – Župančić, Felc, Renaud – R. Hiti, Smolej, Beravs.
Rakousko: Püls – Kübelbeck, Znenahlik, Felfernig, Schager, Wechselberger – Saint John, Knoflach, Kalt – Sepp Puschnig, Romauch, Mühr – Weingärtner, Kirchberger, Erhart.
 Rakousko -  Maďarsko 3:5 (2:1, 0:0, 1:4)
11. března 1965 – Pori

Branky Rakouska: 7:19 Wechselberger, 17:04 Weingärtner, 50:20 Romauch

Branky Maďarska: 3:30 Rozgonyi, 42:44 Schwalm, 48:18 Horvath, 57:45 Raffa, 59:46 V. Zsitva

Rozhodčí: Pentti Isotalo (FIN), Sakari Sillankorva (FIN)

Vyloučení: 1:5

Využití přesilovek: 0:1
Rakousko: Pregl – Bachura, Kübelbeck, Felfernig, Schager, Wechselberger – Saint John, Znenahlik, Kalt – [[Sepp Puschnig[]], Romauch, Mühr – Kirchberger, Weingärtner, Erhart.
Maďarsko: Vedres – Ziegler, Koutny, Kertesz, Raffa, Baban – Bankuti, Rozgonyi, V. Zsitva – Leveles, Bikar, B. Zsitva – Horvath, Schwalm, Boroczi.
 Polsko -  SRN 3:3 (1:0, 1:2, 1:1)
11. března 1965 – Pori

Branky Polska: 2:29 Białynicki-Birula, 28:32 A. Fonfara, 49:36 Gosztyla

Branky SRN: 27:28 Pittrich, 29:01 Gross, 46:45 Pittrich

Rozhodčí: Hal Trumble (USA), Ove Dahlberg (SWE)

Vyloučení: 4:6

Využití přesilovek: 1:0
Polsko: Walery Kosyl – Sitko, Skórski, Szlapa, Zawada – Regula, Gosztyla, A. Fonfara – Manowski, Wilczek, Stefaniak – Kilanowicz, K. Fonfara, Galezewski – Krzysztof Birula-Białynicki.
Německo: Hobelsberger – Schwimmbeck, Hahn, Nagel, Riedel – Riedmeier, Schubert, Köpf – Trautwein, Pittrich, Waitl – Gross, Ludwig, Pohl – Bingold.
 Švýcarsko -  Velká Británie 7:4 (0:3, 4:0, 3:1)
11. března 1965 – Rauma

Branky Švýcarska: 20:21 U. Lüthi, 30:33 P. Lüthi, 32:20 Rüegg, 32:56 Martini, 45:10 U Lüthi, 56:19 P. Lüthi, 58:54 Furrer

Branky Velké Británie: 3:25 Jordan, 6:07 Mathews, 15:27 Stevenson, 49:40 Stevenson

Rozhodčí: Fritz Gross (GDR), Jaroslav Pokorný (TCH)

Vyloučení: 3:4

Využití přesilovek: 0:0
Švýcarsko: Meier – M. Bernasconi, Wespi, Martini, Rüegg, Furrer – P. Lüthi, U. Lüthi, Dubi – A. Berra, R. Berra, Wirz – K. Bernasconi, Chappot, Heiniger.
Velká Británie: Clark – Reilly, W. Brennan, Jordan, McIntosh, Boyle – Stevenson, A. Brennan, Spence – Crawford, Key, Mathews – Miller, Tindale, McDonald.
 Polsko -  Jugoslávie 4:1 (1:1, 0:0, 3:0)
12. března 1965 – Pori

Branky Polska: 19:20 Białynicki-Birula, 48:12 Gosztyla, 52:39 Gosztyla, 57:16 A. Fonfara

Branky Jugoslávie: 3:08 Renaud

Rozhodčí: Lahtinen (FIN), Sakari Sillankorva (FIN)

Vyloučení: 3:0

Využití přesilovek: 0:0
Polsko: Walery Kosyl – Sitko, Skórski, Szlapa, Zawada – Regula, Gosztyla, A. Fonfara – Manowski, Wilczek, Stefaniak – Kilanowicz, K. Fonfara, Galezewski – Krzysztof Birula-Białynicki.
Jugoslávie: Gale – Ravnik, Ratej, Kristan, Trebušak, Đorđević – Tišlar, Klinar, B. Jan – Župančić, Felc, Renaud – R. Hiti, Smolej, Beravs.
 Švýcarsko -  SRN 6:1 (2:1, 2:0, 2:0)
12. března 1965 – Pori

Branky Švýcarska: 1:27 Wirz, 18:49 U. Lüthi, 36:58 A. Berra, 38:51 U. Lüthi, 53:14 A. Berra, 56:48 Martini

Branky SRN: 8:04 Pittrich

Rozhodčí: Quido Adamec (TCH), Unto Viitala (FIN)

Vyloučení: 5:6

Využití přesilovek: 3:0
Švýcarsko: Rigolet – M. Bernasconi, Wespi, Rüegg, Furrer, Martini – P. Lüthi, U. Lüthi, Heiniger – A. Berra, R. Berra, Wirz – Dubi, Chappot, R. Bernasconi.
Německo: Hobelsberger – Nagel, Schwimmbeck, Riedmeier, Waitl – Köpf, Schubert, Ludwig – Trautwein – Pittrich – Gross, Pohl – Hahn – Riedel, Bingold.
 Velká Británie -  Maďarsko 5:1 (3:0, 1:0, 1:1)
12. března 1965 – Rauma

Branky Velké Británie: 3:10 Spence, 12:16 Stevenson, 12:51 Spence, 37:42 Stevenson, 59:40 Spence

Branky Maďarska: 55:33 Horvath

Rozhodčí: Boris Cebulj (YUG), Borje Johannesen (NOR)

Vyloučení: 1:2

Využití přesilovek: 1:0
Velká Británie: Metcalfe – Reilly, W. Brennan, Jordan, McIntosh, Boyle – Stevenson, Miller, Spence – Farrel, Crawford, Key – Tindale, Mathews, McDonald.
Maďarsko: Vedres – Koutny, Baban, Raffa, Ziegler – Bankuti, Rozgonyi, V. Zsitva – Leveles, Bikar, B. Zsitva – Horvath, Schwalm, Boroczi – Jakabházy.

## Kvalifikace o postup do skupiny B
Itálie -  Maďarsko 2:3 (0:0, 1:1, 1:2)
19. listopadu 1964 - Janov

Branky Itálie: 2:20 Ernesto Paracchini, 0:30 Bruno Ghedina

Branky Maďarska: 0:55 György Rozgonyi, 2:20 Gábor Boróczi, 6:20 Péter Bikár

Rozhodčí: Gennaro Olivieri (SUI), Hans-Rudolf Braun (SUI)
 Maďarsko -  Itálie 2:2 (1:0, 1:1, 0:1)
26. listopadu 1964 - Budapešť

Branky Maďarska: 1:50 Gábor Boróczi 13:30 Lajos Koutny

Branky Itálie: 12. Alberto Da Rin, Gianfranco Da Rin

Rozhodčí: N. Černý, B. Hajný (TCH)
 Velká Británie -  Francie 8:2 (1:1, 3:1, 4:0)
5. prosince 1964 - Londýn
 Francie -  Velká Británie 3:2 (0:0, 1:0, 2:2)
12. prosince 1964 - Boulogne-Billancourt
- Maďarsko a Velká Británie postoupily do skupiny B.